# Dysoxylum klanderi
Dysoxylum klanderi är en tvåhjärtbladig växtart som beskrevs av Ferdinand von Mueller. Dysoxylum klanderi ingår i släktet Dysoxylum och familjen Meliaceae. Inga underarter finns listade i Catalogue of Life.